# Triclisia jumelliana
Triclisia jumelliana är en tvåhjärtbladig växtart som beskrevs av Friedrich Ludwig Diels. Triclisia jumelliana ingår i släktet Triclisia och familjen Menispermaceae. Inga underarter finns listade i Catalogue of Life.